# Boedo

Lage von Boedo in Buenos Aires

Boedo ist ein Stadtteil der argentinischen Hauptstadt Buenos Aires. Er ist 2,6 km² groß und hat 48.520 Einwohner (Stand von 2001). Die Bevölkerungsdichte entspricht somit 18.662 Einwohnern pro km².

## Lage
Boedo liegt südöstlich des geographischen Zentrums und grenzt im Norden an Almagro, im Osten an San Cristóbal und Parque Patricios, im Süden an Nueva Pompeya und im Westen an Parque Chacabuco. Die Hauptstraßen des Viertels sind Boedo Richtung Süden, San Juan/Directorio Richtung Osten und Independencia/Alberdi Richtung Westen.

## Beschreibung
Boedo ist ein Arbeiterviertel. Es wurde nach Mariano Joaquín Boedo, einem Führer in der argentinischen Unabhängigkeitsbewegung, benannt.
Die Kreuzung (span. „Esquina“) der Hauptstraßen Calle Boedo und Calle San Juan wird in dem Tango Sur erwähnt, eines der beliebtesten Lieder über Buenos Aires. Sie wurde nach dem Komponisten des Liedes (Homero Manzi) benannt und ist Schauplatz für Tangofestivals. Auf der Avenida San Juan befindet sich das Café Esquina Homero Manzi, das durch das Gesetz Nr. 24.704 zum Sitio Histórico Nacional ernannt wurde. Boedo besitzt außerdem mehrere Kulturzentren und Theater. 
Die Boedo-Gruppe war eine Gruppe von Literaten in den 1920er Jahren. Bekannte Mitglieder der Gruppe waren Enrique Amorim, Leónidas Barletta, Elías Castelnuovo, Roberto Mariani, Nicolás Olivari, Lorenzo Stanchina, César Tiempo und Álvaro Yunque.
Der Fußballverein San Lorenzo aus Buenos Aires fühlt sich eng mit diesem Viertel verbunden, was im Fangesang „Vengo del barrio de Boedo“ („Ich komme aus dem Viertel von Boedo“) wiedergegeben wird.